# Andreas Flocken
Andreas Flocken (ur. 6 lutego 1845 w Albersweiler, zm. 29 kwietnia 1913 w Coburgu) – niemiecki przedsiębiorca i wynalazca, konstruktor czterokołowego samochodu elektrycznego w 1888 roku – Flocken Elektrowagen – najprawdopodobniej pierwszego elektrycznego samochodu osobowego na świecie.

## Życiorys
W latach 80. XIX w. Flocken założył zakład produkcji maszyn w Coburgu Maschinenfabrik A. Flocken, w którym produkował maszyny rolnicze.  
W 1888 roku otworzył dział elektrotechniczny i opracował projekt, a następnie zbudował czterokołowy samochód osobowy o napędzie elektrycznym. Był napędzany przy pomocy akumulatora kwasowo-ołowiowego. Najprawdopodobniej był to pierwszy elektryczny samochód osobowy na świecie. 
W 1890 roku Flocken był jednym z wynajmujących młyn miejski, gdzie wstawił prądnicę własnej produkcji. Od 1895 roku kilkakrotnie ubiegał się o zezwolenie na budowę linii elektrycznej, jednak jego wnioski były odrzucane. Trzy lata później jego firma została oskarżona o sprzedaż energii osobom trzecim, a sąd nałożył na przedsiębiorstwo Flockena zakaz dalszej sprzedaży energii. W 1900 roku Flocken założył odlewnię żelaza. 
Flocken przeszedł na emeryturę w 1908 roku, przekazując firmę synowi. Zmarł 29 kwietnia 1913 roku w Coburgu.